# Universidade Nacional de Hanói
A Universidade Nacional de Hanói (em vietnamita:  Đại học Quốc gia Hà Nội, em francês:  Université nationale du Viêt-nam de Hanoï) é uma universidade pública localizada em Hanói, no Vietname.
A universidade tem 10 colégios e campus. É uma das duas maiores universidades do Vietname, junto com a Universidade Nacional da Cidade de Ho Chi Minh. 